# Kawésqar

Mapa que muestra la ubicación de los Kawésqar en la Patagonia Austral.

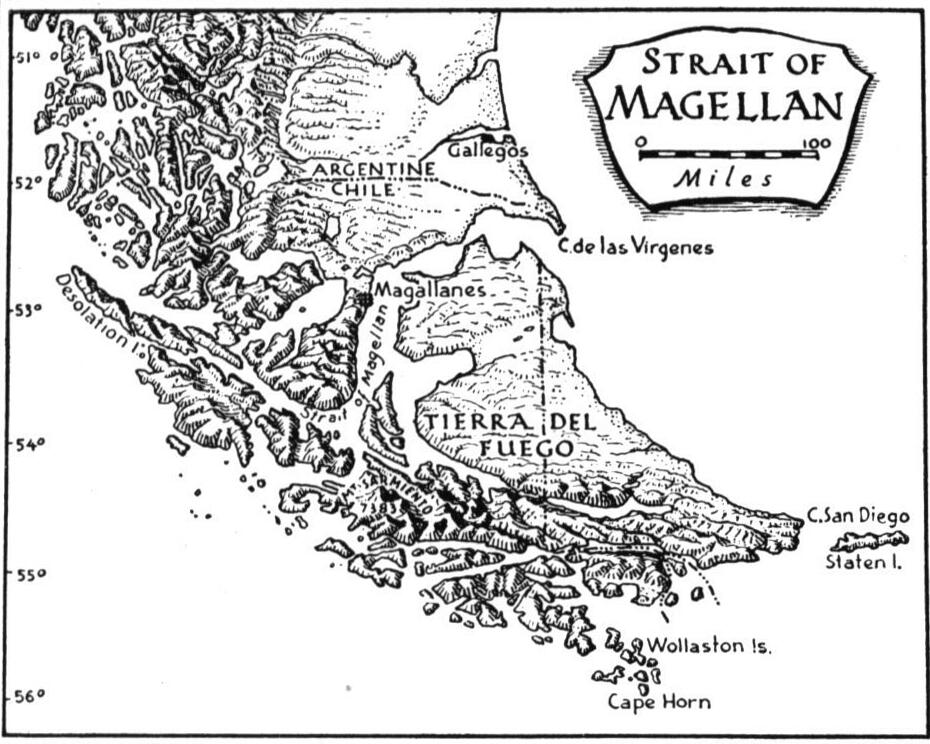
Parte sur del territorio kawésqar.

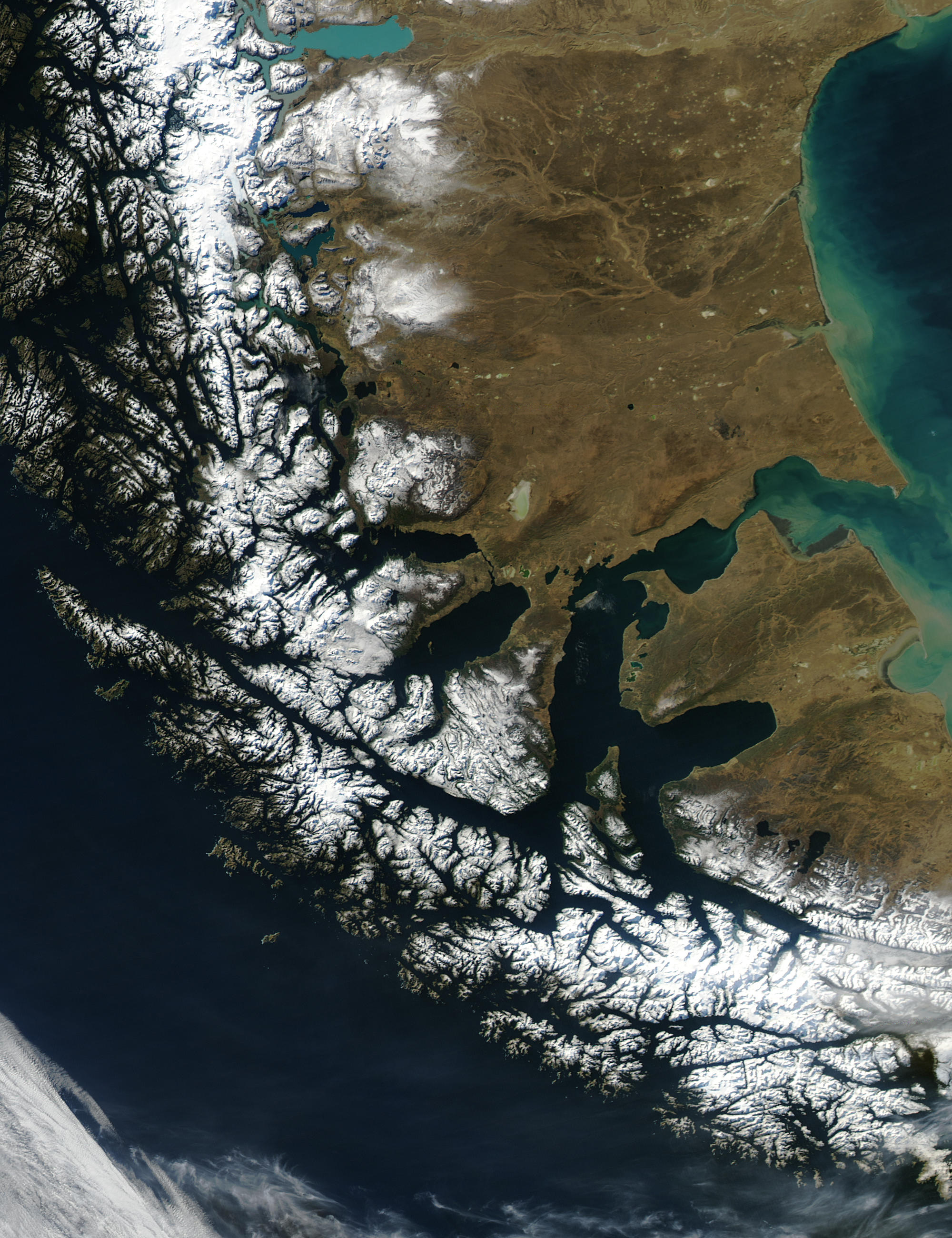
Estrecho de Magallanes y territorio sur de los kawésqar.

Los kawésqar (también conocidos como kawashkar entre otras diversas variantes, y llamados por los navegantes europeos en el siglo XIX como alacalufes, alakaluf o halakwulup) son un pueblo originario de lo que actualmente es la zona Austral de Chile y Argentina. Hasta mediados del siglo XX eran nómadas que recorrían en canoas los canales australes de la Patagonia occidental, entre el golfo de Penas y el Estrecho de Magallanes. En el último siglo su población se vio reducida por matanzas y muerte por enfermedades coloniales. Por otra parte, su modo de vida tradicional sufrió una fuerte transformación tras el contacto con navegantes europeos, primero, y chilenos, después. En el siglo XXI la mayor parte de los kawésqar vive en el poblado de Puerto Edén y en las ciudades de Puerto Natales y Punta Arenas.
Su idioma es el kawésqar, nombre con el que se autodenominan, palabra significa «persona» o «ser humano». El nombre «alacalufe» tiene originalmente una intención despectiva y ellos no lo usan. De acuerdo al censo de 2002, había 2622 personas en Chile que declaraban pertenecer al pueblo kawésqar. En el censo del año 2017, esta cifra ascendió a 3448 personas, y desde que Chile los reconociera por la Ley indígena 19.253 del año 1993, están organizados en 14 Comunidades Indígenas actualmente.

Bandera cultural del pueblo kawesqar.

## Origen
Hay dos hipótesis hasta ahora sobre el poblamiento temprano del territorio kawésqar por sus habitantes:
- Que siempre fueron navegantes, que viajaron por la costa desde el norte del continente americano, o atravesaron el Pacífico siguiendo las corrientes desde las islas del sur de este vasto océano, y se fueron quedando.
- Que se transformaron en canoeros, siendo los mismos cazadores terrestres de la Patagonia Oriental, quienes habitaron hace 11 000 años AP este extremo sur del continente y que hace unos 6000 años AP se habrían adaptado a la vida en el mar para poblar las islas y canales, subiendo en canoas hasta el golfo de Penas.

El área que ocupaban para sus desplazamientos era enorme, pero se puede decir que giraban alrededor de dos puntos. Uno en la ribera sur del estrecho de Magallanes, en la isla Clarence y el otro en la parte sur del golfo de Penas en el islote Solitario en el Guayaneco. La causa de esta focalización fue la obtención del fuego. Los kawésqar necesitaban el fuego para calentarse y con el pasar de los siglos descubrieron estos dos puntos donde había pirita de hierro, mineral con el que lograban las chispas necesarias para encenderlo.
Este territorio ancestral tiene denominaciones propias, diferenciado de norte a sur en cuatro grandes áreas: Sǽlam, Kčewíte, Kelǽlkčes y Tawókser, así como también se distinguen dos grandes regiones, Jáutok al oriente como mar interior o influenciado por tierra firme y Málte al occidente como mar exterior o cercano a la costa del Pacífico.

## Historia
Los primeros europeos que tomaron contacto con los kawésqar fueron los españoles de la expedición de García Jofre de Loaísa, quienes el 22 de abril de 1526 en el extremo occidental del estrecho de Magallanes vieron en la costa sur a indígenas presumiblemente kawéskar:

Esos indios blandían tizones y algunos de nosotros pensaron que iban a incendiar las naves. No se atrevieron a avanzar y no pudimos perseguirlos en chalupa porque nos dejaban atrás con sus canoas.

A fines del siglo XVIII comenzaron a llegar a la zona una gran cantidad de barcos balleneros y loberos, especialmente de nacionalidad inglesa y estadounidense. A contar de esta época empezaron a contraer las enfermedades que pronto los llevarían a su declinación numérica.
Los europeos, desde su primer contacto, consideraron a los indígenas patagónicos como salvajes dignos de estudio. A partir de 1871 comenzó la exhibición de indígenas vivos en ciudades europeas y norteamericanas, costumbre que cesó a comienzos del siglo XX. Familias completas de las etnias kawésqar, yagán, selknam y mapuche fueron exhibidas en Francia, Inglaterra, Bélgica y Alemania. Llegaban por encargo de sociedades científicas y por comerciantes que lucraban con su exhibición al público. Los viajes duraban entre 4 y 6 meses y en ellos los indígenas solían enfermar y morir. Estos hechos se detallan en el libro de Christian Báez y Peter Mason Zoológicos Humanos.
A fines del siglo XIX, misioneros salesianos obtuvieron la concesión de la isla Dawson, donde establecieron una misión con el propósito de evangelizar y “proteger y cuidar” a los indígenas de la zona. Con ello comenzó el proceso de transformación de su vida nómada en sedentaria y el cambio de sus hábitos ancestrales, como la vestimenta, dejando de usar el aceite de lobo marino y la capa que los protegía del agua de la lluvia y del frío, debiendo usar ropa occidental, la que al estar permanentemente húmeda les trajo nuevas enfermedades. En 1900 se estimaba una población de 1000 kawésqar, que para 1924 había descendido a 250.
En 1937 el Gobierno chileno, mediante la Fuerza Aérea de Chile, estableció una estación en Puerto Edén. Su primer jefe fue el sargento Carlos Gaymer Gómez, quien llegó con su esposa Raquel Verdugo Rojas y su suegra Matilde Rojas. El sargento Gaymer y su familia permanecieron en Puerto Edén hasta abril de 1950 en forma ininterrumpida, la señora Matilde falleció en 1949 y fue sepultada en el cementerio de Puerto Edén. Durante estos 12 años la familia dedicó sus esfuerzos a educar y capacitar a los kawésqar que llegaron a vivir alrededor del puesto. La familia Gaymer Verdugo durante ese período adoptó a dos niños: Ana Rosales Ulloa y a Carlos Edén Maidel, Peteyem, que en 2009 residía en Nueva York, Estados Unidos.

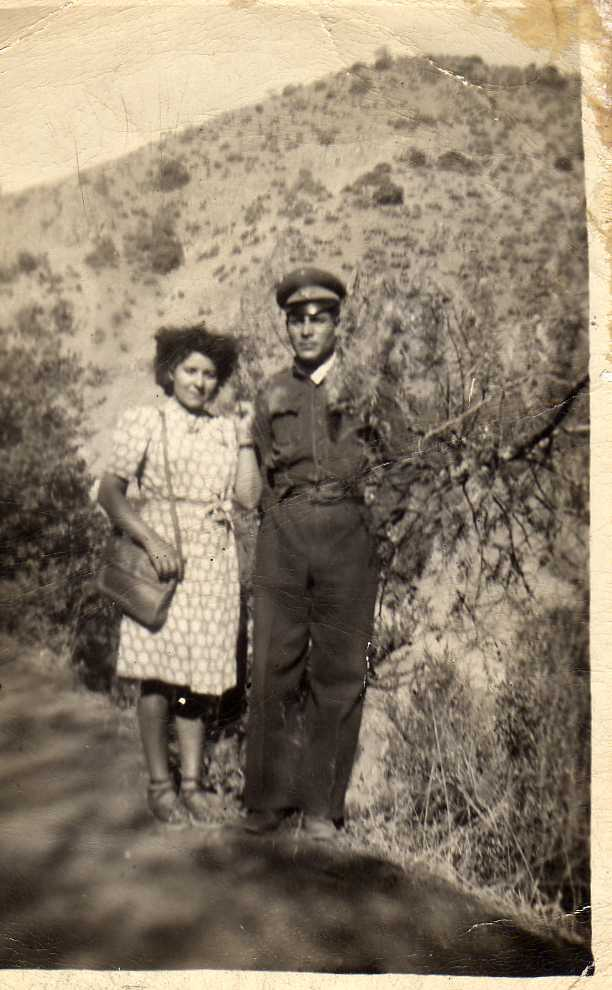
Lautaro Edén Wellington junto a su esposa, c. 1948

A fines de 1940 el gobierno autorizó que un joven kawésqar de diez años de edad que destacaba por su vivacidad e inteligencia, con la autorización de sus padres, fuera trasladado a Punta Arenas para estudiar bajo la tutela de los sacerdotes salesianos. El presidente de la república Pedro Aguirre Cerda supo de este caso y decidió apadrinar a Lautaro Edén Wellington (Terwa Koyo) y dispuso que fuera trasladado a Santiago para terminar su enseñanza de humanidades. Lautaro en 1947 entró a la Escuela de Especialidades de la Fuerza Aérea. En 1948 contrajo matrimonio con la enfermera Raquel Toro Vilches y en 1949 regresó con el grado de cabo 2º mecánico, siendo destinado a la estación de Puerto Edén. Terwa Koyo viajó sin su esposa y al encontrarse entre su pueblo, comenzó a tratarlos como una tropa, mandándoles hacer ejercicios militares y trabajos de acarreo de tierra, cosa que ellos aceptaron de buen grado, pues habían llegado a admirarlo. A los pocos meses desertó regresando a la vida nómada de sus antepasados. Prácticamente toda la población joven de Puerto Edén lo siguió. Lautaro falleció en 1953 al hundirse su chalupa. Fue una persona admirada por sus compañeros.
Por esa misma época, frecuentaban la zona loberos chilotes, quienes en muchas ocasiones cometieron asesinatos, violaciones y secuestros de kawésqar.
En 1992 había unos 60 indígenas que vivían en Punta Arenas y la mayor parte en Puerto Edén. De acuerdo al censo de 2002, había 2622 personas en Chile que declaraban pertenecer al pueblo kawésqar. En el censo del año 2017, esta cifra ascendió a 3448 personas.
A lo largo del tiempo han experimentado una profunda transformación cultural y social. Actualmente, su lengua y sus tradiciones han disminuido mucho, llegando a temerse su desaparición definitiva.
La muerte el 26 de octubre de 2003 de Jérawr Asáwer —rebautizada como Fresia Alessandri Baker— recibió cobertura de la prensa, como un ejemplo de la disminución poblacional de este pueblo. A ese deceso se han sumado unos cuatro o cinco más que han tenido cobertura nacional, como la muerte de Margarita Molinari, cuyos cantos junto a los de otros miembros de la etnia se encuentran registrados en una audioteca que administra la Universidad de Chile.
El 5 de agosto de 2008, falleció Alberto Achacaz Walakial, de 79 años aproximadamente, el más anciano de los kawésqar sobrevivientes hasta entonces.
En el marco de la Convención Constitucional de 2021, se contempló un cupo para el pueblo originario kawésqar, siendo electa como su representante Margarita Vargas.

## Cultura

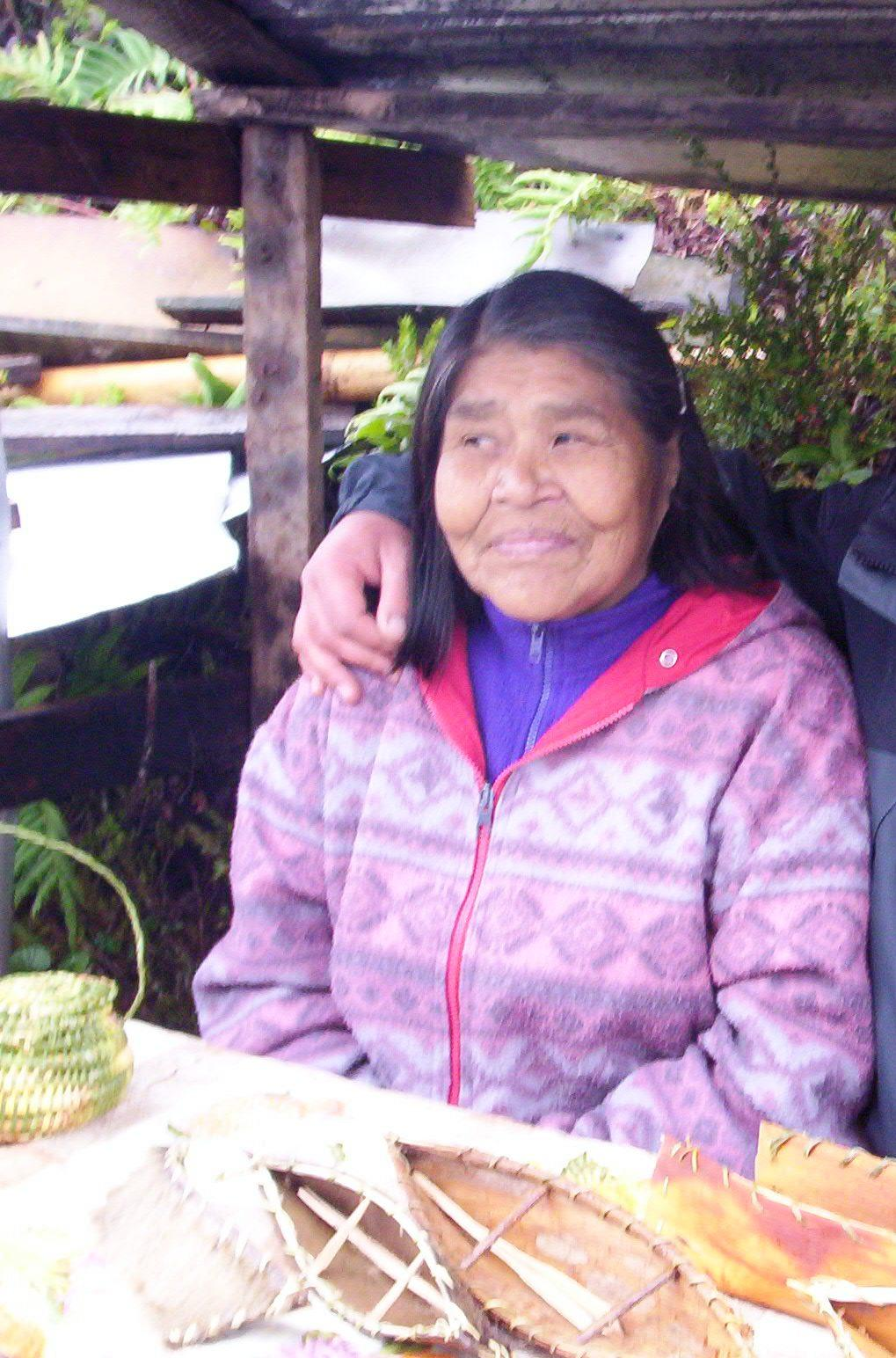
Mujer kawésqar vendiendo artesanías a los visitantes de Puerto Edén, al sur de Chile, en 2006.

### Organización social
La unidad base es la familia. Las familias se desplazaban solas en su canoa en búsqueda de alimento. Ocasionalmente se agrupaban dos o tres familias para tareas específicas. Cuando estaban en tierra hacían una choza muy liviana con armadura de madera, roble o canelo, que era cubierta con pieles de lobo marino o nutria.

### La canoa
La canoa era la pieza más importante y apreciada de su patrimonio material. Era fabricada con cortezas, preferentemente de coigüe. Su longitud era variable, entre 8 o 9 metros, y en ella podía acomodarse una familia. La canoa era además de un medio de transporte una verdadera vivienda flotante, pues en ella pasaban buena parte del tiempo. En el siglo XX y por influencia de los loberos chilotes, empezaron a construir canoas de un tronco ahuecado, a semejanza de los bongos de Chiloé.

### Creencias
Se dice que creían en un ser bueno, Alep-láyp o según otros Arca kercis, un espíritu al cual le daban gracias cuando a causa de un naufragio recibían copioso alimento y herramientas de fierro o cuando una ballena se varaba en una playa a morir. Otros seres en los que creían son Ayayema, el espíritu del caos; Kawtcho, el espíritu rondador de la noche; y Mwomo, espíritu del ruido, que produce las avalanchas de nieve. Estos nombres sin embargo son desmentidos posteriormente por los kawésqar, pues vienen de Martín Gusinde, quien se empeñó en buscar estos espíritus o deidades para evidenciar el alma dentro de los indígenas a los que salvar. Los kawésqar por otro lado sí son animistas, y tienen un amplio sentido del mundo natural en el que viven; tienen su propio origen del mundo y se conectan a sus ancestros mientras navegan o recorren su territorio o Kawésqar Wǽs.

### Alimentación
Se alimentaban de lobos marinos, peces, aves y mariscos principalmente. Eventualmente también de ballenas que encontraban varadas en las playas, lo que daba ocasión para que se reunieran por varias semanas las familias cercanas. Existe entre ellos incluso hoy un sentido especial de compartir que llaman Čas, intercambio de objetos o alimentos sin esperar retribución inmediata o equivalente. De esta forma, una familia podía repartir alimentos a otros grupos en una ocasión, y ser beneficiara de algún objeto o alimento a futuro, estableciéndose un ciclo de intercambios.

### Herramientas
Trabajaban mucho la piedra, la madera, los huesos y nervios de ballena, las conchas de los mariscos y las pieles de nutria. Con estos elementos confeccionaban flechas, arcos, hondas, arpones y cuchillos para trabajar los troncos con los que fabricaban sus canoas. Con fibras vegetales fabricaban cestos y canastos. El metal sólo fue incorporado a partir de los contactos con navegantes europeos.

### Presencia ocasional en Argentina
Como nación originaria, los kawésqar han vivido principalmente en un territorio-maritorio que fue colonizado por Chile en el siglo XIX, pero también en áreas ocupadas por Argentina, entre el lago Fagnano y la cordillera de los Andes fueguina.Hasta mediados del siglo XX, y de alguna manera hasta hoy, los kawésqar han tenido relaciones de intercambio con otros pueblos habitantes de los archipiélados patagónicos (históricamente con selknam, tehuelches y yaganes; con estos últimos también establecieron algunos lazos familiares). La bibliografía argentina frecuentemente incluye a los kawésqar entre los pueblos originarios de su territorio actual.